# Ton Koopman
Ton Koopman, cuyo nombre completo es Antonius Gerhardus Michael Koopman, (Zwolle, Overijssel, 2 de octubre de 1944) es un director de orquesta, director de coro, compositor, organista, clavecinista, pianista, musicólogo y profesor universitario neerlandés.

## Vida
Nació en la ciudad neerlandesa de Zwolle, capital de la provincia de Overijssel, en 1944. Estudió musicología, órgano y clavecín en Ámsterdam y en ambos instrumentos alcanzó el premio de excelencia interpretativa del Conservatorio.

## Trayectoria
Antes de terminar la carrera formó los grupos "Música de Cámara" y "Música Antiqua", con los que sentó las bases de una destacada carrera como director especialista en el repertorio de los siglos XVII y XVIII. En este campo, ha utilizado como principales instrumentos la Amsterdam Baroque Orchestra (fundada en 1979) y el Coro Barroco de la misma ciudad (1992). Ha dirigido regularmente la orquesta del Concertgebouw, la filarmónica de Róterdam y la orquesta de la radio neerlandesa, el repertorio de la cual abarca hasta mediados del siglo XIX.
Su extensa discografía incluye pasiones, cantatas y obras para clavecín de Bach, obras corales y de órgano de Händel, conciertos completos para clavecín y sinfonías de Haydn y obras corales y sinfonías de Mozart. En 2000 presentó una versión reconstruida de la música perdida de la Pasión según San Marcos de Bach.
Es profesor de clavecín en el conservatorio de La Haya y miembro honorario de la Royal Academy of Music de Londres.

### Proyecto de las Cantatas de Bach
Entre los proyectos más ambiciosos de Koopman se encuentra la grabación del ciclo completo de las cantatas de Bach, un proyecto finalizado en 2005. Este proyecto había comenzado cuando Koopman era artista del sello francés Erato Classics. Sin embargo, después de 12 volúmenes (36 CD), el proyecto se paralizó cuando el propietario Warner Classics cerró su filial francesa en 2002. Koopman pudo recomprar los derechos de los 12 primeros volúmenes y continuar la serie en 2003 con su propio sello Antoine Marchand, distribuido por Challenge Classics. "Antoine Marchand" es una traducción al francés de su propio nombre.

«Koopman vuelve a su ciclo de Bach - Koopman puso en marcha su propio sello Antoine Marchand y, con la ayuda de un amigo financiero, revisó su búsqueda de un sello ya existente que aceptara las cintas maestras terminadas para su fabricación y distribución.»

«Koopman Gets Back on his Bach Cycle – Koopman started his own Antoine Marchand label imprint and, with the help of a financier friend, revised his search for an existing label that would take on finished master tapes for manufacturing and distribution.»

Entre los solistas del proyecto se encontraban Lisa Larsson, Cornelia Samuelis, Sandrine Piau, Sibylla Rubens, Barbara Schlick, Caroline Stam, Deborah York y Johannette Zomer (soprano), Bogna Bartosz, Michael Chance, Franziska Gottwald, Bernhard Landauer, Elisabeth von Magnus, Annette Markert y Kai Wessel (contralto), Paul Agnew, Jörg Dürmüller, James Gilchrist, Christoph Prégardien y Gerd Türk (tenor) y Klaus Mertens (bajo).

### Proyecto Buxtehude
Además de las obras de Bach, Koopman ha sido durante mucho tiempo un defensor de la música del maestro y predecesor de Bach, Dieterich Buxtehude. Anteriormente había grabado las obras para teclado para Philips Classics y varias cantatas para Erato. Fue elegido presidente de la "Sociedad Internacional Dieterich Buxtehude" en 2004. Tras la finalización del proyecto de cantatas de Bach, Koopman se embarcó en la grabación de la obra completa de Buxtehude. En 2005 comenzó Dieterich Buxtehude - Opera Omnia, un proyecto para grabar las obras completas de Dieterich Buxtehude, que terminó en octubre de 2014.

### Otros proyectos
Además de su trabajo con la Amsterdam Baroque Orchestra & Choir, es solicitado con frecuencia como director invitado y como clavecinista y organista. En 2011, Koopman comenzó una temporada de tres años como artista residente de la Orquesta de Cleveland.
Su objetivo es siempre lograr la autenticidad en la interpretación, utilizando instrumentos históricos de la época del compositor, y/o copias exactas de los mismos, utilizando a menudo temperamentos musicales históricos, y adoptando el estilo interpretativo de los compositores o de sus contemporáneos. El académico, teclista y director de orquesta John Butt ha criticado la interpretación de Koopman de las Variaciones Goldberg de Bach por su excesivo uso de la ornamentación, que atribuye a un deseo de diferenciar su interpretación de las de Gustav Leonhardt.

## Vida personal
Koopman está casado con Tini Mathot, que también es clavecinista y fortepianista, y ambos actúan juntos con frecuencia. Mathot es también su productora principal para grabaciones, así como profesora en el Real Conservatorio. El 11 de octubre de 2012 se estrenó en los cines neerlandeses el documental Live to be a hundred – a year in the life of Ton Koopman (Vivir para cumplir cien años – un año en la vida de Ton Koopman).

## Discografía selecta
- J.S. Bach: Conciertos para clavecín BWV 1052 a 1065. Amsterdam Baroque Orchestra.
- J.S. Bach: El clave bien temperado BWV 846 a 869 y BWV 870 a 893.
- J.S. Bach: Variaciones Goldberg BWV 988. Amsterdam Baroque Orchestra.
- J.S. Bach: Conciertos de Brandeburgo. Amsterdam Baroque Orchestra.
- C.P.E. Bach: Sinfonías n.º 1 a 4. Amsterdam Baroque Orchestra.
- Charpentier: Motets à double chœur H.403, H.404, H.135, H.136, H.137, H.392, H.410, H.167. Barbara Schlick, Amsterdam Baroque Orchestra. 2 CD Erato (1992)
- Händel: La Resurrección. Argenta, Schlick, Laurens, Mertens, Mey, Amsterdam Baroque Orchestra.
- Haydn: Conciertos completos para clavecín. Amsterdam Baroque Orchestra
- Mozart: La flauta mágica. Kweksilber, Poulenard, De Mey, Verschaeve, van der Kamp i Amsterdam Baroque Orchestra.
- Vivaldi: Las cuatro estaciones. Amsterdam Baroque Orchestra